# Rembielin (powiat przasnyski)
Rembielin – wieś w Polsce położona w województwie mazowieckim, w powiecie przasnyskim, w gminie Chorzele. Wieś ma status sołectwa. Leży przy połączeniu drogi wojewódzkiej nr 616 z drogą krajową nr 57.
W latach 1975–1998 miejscowość należała administracyjnie do województwa ostrołęckiego.
Jest przykładem wsi nazywanej widlicą.